# Bell 212
Le Bell 212 est un hélicoptère biturbine du constructeur américain Bell Aircraft Corporation . Il a volé pour la première fois en 1968. C'est une version du Bell UH-1 Iroquois.
En configuration cargo, il a une capacité de 6,23 m3 et peut emporter une charge de 2 268 kg.

## Modèles
- Bell Model 212 - Bell  UH-1N.
- Twin Two-Twelve - Transport civil, jusqu'à 14 passagers.
- Agusta-Bell AB 212 - Transport civil ou militaire, fabriqué sous licence en Italie par Agusta.
- Agusta-Bell AB.212ASW - Variante de guerre anti-sous-marine de l'AB.212
- Bell Model 412 - Bell 212 avec 4 pales.
- Eagle Single - Bell 212 converti en monomoteur. Produit par Eagle Copters de Calgary, Alberta, Canada, utilisant un moteur Lycoming T5317A, T5317B, ou T5317BCV.

## Accident
Le 19 mai 2024 en Iran, un exemplaire de cet appareil transportant le président iranien Ebrahim Raïssi et son ministre des Affaires étrangères Hossein Amir Abdollahian s'écrase au sol. L'accident entraîne la mort de toutes les personnes présentes à bord.